# Pontivy Comunitat
La Pontivy Comunitat (en bretó Kumuniezh kumunioù Bro Pondi) és una estructura intercomunal francesa, situada al departament d'Ar Mor-Bihan a la regió Bretanya, al País de Pontivy. Té una extensió de 708 kilòmetres quadrats i una població de 44.500 habitants (2009).

## Composició
Agrupa 24 comunes :
1. Pontivy
2. Bréhan
3. Cléguérec
4. Crédin
5. Croixanvec
6. Gueltas
7. Guern
8. Kerfourn
9. Kergrist
10. Malguénac
11. Neulliac
12. Noyal-Pontivy
13. Pleugriffet
14. Radenac
15. Réguiny
16. Rohan
17. Saint-Aignan
18. Sainte-Brigitte
19. Saint-Gérand
20. Saint-Gonnery
21. Saint-Thuriau
22. Séglien
23. Silfiac
24. Le Sourn